# Целулоза
Целулоза је природни макромолекул који настаје фотосинтезом. Целулоза (лат. cellula: мала ћелија) је у природи најраспрострањеније угљениково једињење на Земљи. То је Угљени хидрат (полисахарид) с великом релативном молекуларном масом. Састоји се од анхидрида глукозе емпиријске формуле (C6105). Целулоза припада групи полисахарида који представљају до 80% суве материје биљног света, а међу којима је целулоза најзначајнија. Потпуном хидролизом целулозе добија се D – глукоза. Основу целулозе чине у ствари, два анхидрида D – глукозе, који су везани глукозидном везом и чине молекул целобиозе. Испитивањем се дошло до закључка да је целулоза полисахарид изграђен од великог броја молекула D – глукозе, повезаних глукозидном везом. 
Већином се налази у облику влакана, која су врло чврста, нерастворна у води, слабим киселинама и лужинама, те у органским растварачима. Целулоза настаје у природи фотосинтезом и чини готово половину материје од које су грађене ћелијски зидови у дрвећу и једногодишњим биљкама. За производњу папира употребљава се такозвана техничка целулоза, која осим чисте целулозе садржи мањи или већи удео хемицелулозе и лигнина, те незнатне количине смоле, воскова и минералних материја.
Целулоза је најзаступљенији органски полимер на Земљи. Удео целулозе у памуку је до 98%, у дрву 40 до 50%, у слами око 30%. Целулоза је основни састојак многих данас незаменљивих индустријских производа: папира, картона, лепенке, вате и целулозних влакана за текстилну индустрију, а широку примену налазе и њени деривати (естери и етери) у производњи лакова, експлозива, лепака, филмских трака, целулоида и другог. Целулоза је полисахарид с бруто једначином , при чему је n ступањ полимеризације, који за памук приближно износи 7 000, а за јелово дрво 2 500. Ланчани молекули целулозе грађени су од гликозидно повезаних молекула глукозе, а обрадом киселинама целулоза се хидролитички разграђује. Хемијском реакцијом азотне и сумпорне киселине с целулозом настаје целулозни нитрат (познат и под називом нитроцелулоза), а деловањем анхидрида сирћетна киселине ацетилцелулоза. Многе животиње пробављају целулозу помоћу ензима целулазе и хемицелулазе. У цревима сисара целулоза се разграђује деловањем ензима бактеријске цревне флоре и разних праживотиња. Преживари и коњи пробаве 30 до 75% целулозе, а месождерне је животиње уопште не могу пробавити, као ни човек, јер немају ензиме потребне за њену разградњу. Целулозе има највише у воћу и поврћу и врло је важан удео прехране.

## Историја
Целулозу је 1838. године открио француски хемичар Анселm Пајен, који ју је изоловао из биљне материје и одредио њену хемијску формулу. Компанија Hyatt Manufacturing је користила целулозу за производњу првог успешног термопластичног полимера, целулоида 1870. године. Производња рејона („вештачке свиле“) из целулозе започела је 1890-их, а целофан је изумљен 1912. Херман Штаудингер је одредио полимерну структуру целулозе 1920. Једињење су први пут хемијски синтетисали (без употребе било којих биолошки изведених ензима) Кобајаши и Шода 1992. године.

## Добијање
Целулоза се производи изолацијом (издвајањем) из црногоричнога (смрека, јела, бор) и белогоричног дрвета (топола, буква, бреза) и других влакнастих сировина (памук, лан, конопља, јута, слама) у облику станичевине, влакнасте материје која може садржати и до 99% целулозе. Обрадом механички уситњене и очишћене сировине хемикалијама на повишеној температури уклањају се лигнин, смола и непожељни природни полисахариди (хемицелулоза). Начин и ступањ уклањања примеса одређују удео целулозе у производу, а зависе од његове намене и употребе. Највише се примјењује сулфатни поступак (добија се сулфатна целулоза у облику дугих и чврстих влакана), у којем се целулозна маса након искувавања (5 сати на 100 до 180 °C) с натријум хидроксидом и натријум сулфидом одваја од преосталога луга, чисти, пере и по потреби избељује. Луг се регенерира испаравањем, додавањем натријум сулфата ради надокнаде потрошеног натријума, спаљивањем и каустифицирањем. Сличан је и натронски (содни) поступак, у којем је активна алкалија натријум хидроксид, а луг се регенерише натријум карбонатом. Због мање обојености производа пре бељења, пре се више примењивао сулфитни поступак, у којем се за искувавање сировине употребљавала сумпораста киселина и калцијум хидрогенсулфит. У том се поступку луг није регенерисао, а његово је секундарно искориштавање било ограничено. Деломична регенерација луга могућа је употребом магнезијум хидрогенсулфита, што је у еколошком смислу много повољније.

## Производи
Целулоза је основни састојак многих данас незамјењивих индустријских производа: папира, марамица (на пример салвете џепне, тоалетне, кухињске, и тако даље), картона, лепенке, вате (најчешће то буде памучна) и целулозних влакана за текстилну индустрију. Широку примену налазе и њени деривати (естери и етри) у производњи лакова, експлозива, лепака, филмова, целулоида, синтетске вате и тканине и другог.

### Деловање киселина на целулозу
Краткотрајним деловањем сумпорне киселине целулоза прелази у набубрену колоидну модификацију амилоида, који се употребљава за производњу пергаментнога папира.
Деловањем (реакцијом) азотне киселине у смеши са сумпорним киселином, прелази у нитроцелулозу, сировину у производњи бездимнога барута (целулозног нитрата), целулоида, вискозе и целофан а.
С анхидридом сирћетне киселине целулоза прелази у ацетате (такозвана ацетилцелулоза), која се употребљава за производњу пластике и вештачких влакана (ацетатне свиле).

## Структура и својства
Целулоза нема укус, нити мирис, хидрофилна је са контактним углом од 20–30 степени, нерастворљива је у води и већини органских растварача, хирална је и биоразградива. Показало се да се топи на 467 °C у пулсним тестовима које су направили Дауенхауер et al. (2016). Она се може хемијски разложити на своје глукозне јединице третирањем концентрованим минералним киселинама на високој температури.
Целулоза се добија од јединица D-глукозе, који се кондензују кроз β(1→4)-гликозидне везе. Овај мотив везе је у супротности са мотивом за α(1→4)-гликозидне везе присутне у скробу и гликогену. Целулоза је полимер равног ланца. За разлику од скроба, не долази до намотавања или гранања и молекул усваја продужену и прилично круту конформацију налик штапићу, уз помоћ екваторијалне конформације остатака глукозе. Вишеструке хидроксилне групе на глукози из једног ланца формирају водоничне везе са атомима кисеоника на истом или на суседном ланцу, држећи ланце чврсто заједно један поред другог и формирајући микрофибриле високе затезне чврстоће. Ово даје затезну чврстоћу у ћелијским зидовима где су микрофибриле целулозе спојене у полисахаридну матрицу. Висока затезна чврстоћа стабљика биљака и стабала такође произилази из распореда целулозних влакана који су интимно распоређени у лигнинском матриксу. Механичка улога целулозних влакана у дрвеној матрици одговорна за њену јаку структурну отпорност, донекле се може упоредити са оном коју имају арматурне шипке у бетону, при чему лигнин игра улогу очврсле цементне пасте која делује као „лепак“ између целулозних влакна. Механичка својства целулозе у примарном ћелијском зиду биљака су у корелацији са растом и експанзијом биљних ћелија. Технике живог флуоресцентног микроскопа пружају обећавајуће могућности у истраживању улоге целулозе у растућим биљним ћелијама.
Целулоза у додиру са водом бубри, утолико више уколико је више аморфних подручја у влакну. Од количине упијене воде зависе механичке особине целулозе, тј. веће бубрење смањује механичку отпорност. Органски растварачи изазивају слабије бубрење од воде.
Поларни растварачи (хлороформ) показују већу моћ продирања у влакна целулозе, од неполарних растварача (угљен дисулфид). Способност упијања влакна појачана је после третирања са 20% натријум хидроксида.